# Christine Fertig
Christine Fertig (* 12. September 1972 in  Möhnesee-Körbecke) ist eine deutsche Historikerin. Sie lehrt als Juniorprofessorin für Neuere und Neueste Geschichte mit Schwerpunkt Sozialgeschichte an der Universität Münster.

## Leben
Nach dem Abitur durchlief Fertig von 1992 bis 1994 eine Ausbildung zur Kauffrau im Groß- und Außenhandel in Soest. Sie schloss ihr Studium der Fächer Neuere und Neueste Geschichte, Mittlere Geschichte und Deutsche Philologie an der Universität Münster im Oktober 2001 als Magistra Artium ab. Von 2009 bis 2016 war sie Wissenschaftliche Mitarbeiterin am Lehrstuhl für Sozial- und Wirtschaftsgeschichte am Historischen Seminar der Universität Münster. Dort promovierte sie im Juli 2012 an der Philosophischen Fakultät der Universität Münster zur Dr. phil. Der Titel der Arbeit war Familie, verwandtschaftliche Netzwerke und Klassenbildung im ländlichen Westfalen (1750–1874). Werner Troßbach hielt diese Arbeit für „hochsignifikant“. „Hier freihändig Kritik anzumelden, wäre angesichts der methodischen Reflexionen auf hohem Niveau, durch die das Buch durchgehend herausragt, völlig unangebracht. Es handelt sich um eine Pionierstudie.“ Anke Sczesny urteilt derweil, dass die „gewonnenen Ergebnisse von Bedeutung für die weitere historiographische Erforschung ländlicher Gesellschaften“ seien.
Die Bewährung als Hochschullehrerin wurde im November 2019 durch positive Zwischenevaluation ihrer Juniorprofessur festgestellt. Ihre Forschungsschwerpunkte sind Konsumrevolution und globaler Handel, Geschichte der Konsumgesellschaft, Materielle Kultur und Konsum, historische Netzwerkanalyse, ländliche Unterschichten und ländliche Arbeitsmärkte, Geschichte von Familie, Verwandtschaft und Patenschaft sowie Geschichte der ländlichen Gesellschaft.

## Werke (Auswahl)

### Monografien
- Familie, verwandtschaftliche Netzwerke und Klassenbildung im ländlichen Westfalen (1750–1874) (= Quellen und Forschungen zur Agrargeschichte. Band 54). Lucius & Lucius, Stuttgart 2012, ISBN 978-3-8282-0547-5 (Zugleich Dissertation, Universität Münster, 2010/2011 u.d.T.: Soziale Beziehungen in der ländlichen Gesellschaft: Integration und Klassenbildung in Westfalen (19. Jahrhundert)).

### Sammelbände
- mit Henry French und Richard Paping (Hrsg.): Landless Households in Rural Europe 1600–1900 (= Boydell Studies in Rural History. Band 3). Boydell & Brewer, Woodbridge 2022, ISBN 978-1-78327-722-3.
- mit Margareth Lanzinger (Hrsg.): Beziehungen, Vernetzungen, Konflikte: Perspektiven Historischer Verwandtschaftsforschung. Böhlau, Köln, Weimar, Wien 2016, ISBN 978-3-412-50303-1.

### Artikel
(Quelle: Historisches Seminar)
- mit Henning Bovenkerk: Consumer revolution in north-western Germany: Material culture, global goods, and proto-industry in rural households in the seventeenth to nineteenth centuries. In: The Economic History Review. Band 76, Nr. 2, 2023, S. 551–574, doi:10.1111/ehr.13192.
- Familie, Haushalt und Verwandtschaft. Das ländliche Westfalen im 18. und 19. Jahrhundert. In: Silke Hensel, Barbara Rommé (Hrsg.): Aus Westfalen in die Südsee: katholische Mission in den deutschen Kolonien. Reimer, Berlin 2018, ISBN 978-3-496-01611-3, S. 148–156.
- Kinship Networks in Northwestern German Rural Society (18th/19th Centuries). In: The Power of Networks. Prospects of Historical Network Research, hrsg. von Marten Düring, Florian Kerschbaumer, Linda von Keyserlingk und Martin Stark, S. 110–124. Routledge 2020.
- Soziale Netzwerke und Klassenbildung in der ländlichen Gesellschaft. Eine vergleichende Mikroanalyse (Westfalen, 1750–1874). In: Archiv für Sozialgeschichte. Band 54, 2014, S. 25–53, fes.de (PDF; 1,17 MB).
- Rural Society and Social Networks in Nineteenth-Century Westphalia: The Role of Godparenting in Social Mobility. In: Journal of Interdisciplinary History. Band 39, Nr. 4, 2009, S. 497–522, doi:10.1162/jinh.2009.39.4.497.